# Церковь Святой Троицы (Жодишки)
Церковь Святой Троицы (бел. Касцёл Найсвяцейшай Тройцы) — католический храм в агрогородке Жодишки, Гродненская область, Белоруссия. Относится к Сморгонскому деканату Гродненского диоцеза. Памятник архитектуры в стиле ренессанс. Построен в 1600—1612 годах как кальвинистский храм, позднее переделан в католический. Храм включён в Государственный список историко-культурных ценностей Республики Беларусь.

## История
Католический приход в Жодишках основан в 1567 году. Владельцы посёлка Остиковичи выстроили здесь деревянный костёл.
В 1600—1612 годах на его месте был возведён кальвинистский храм на средства Криштофа Иеронимовича Комара.
В ходе контрреформации в начале XVIII века по давлением иезуитов кальвинисты оставили Жодишки. Храм был превращён в католический приходской костёл Святой Троицы.
В 1778 году храм был отремонтирован стараниями местного настоятеля ксендза Яна Стасюневича.
В 1886 году настоятелем Жодишского костела был ксендз Иосиф Вроблевский.
В 1902—1904 годах храм был перестроен, в частности были пристроены рукава трансепта, придавшие храму форму латинского креста.
В 1907 году настоятелем костела был ксендз Эдуард Дибель.
В Первую мировую войну храм пострадал; в частности была разрушена колокольня. В 20-е годы XX века реставрировался, но колокольня не была восстановлена.
В 1924 г. настоятелем был назначен сторонник белорусизации костела Винцент Годлевский.
В 1937 году художник Пётр Сергиевич расписал своды церковных часовен. В советское время костёл продолжал действовать.

## Архитектура
Первоначально храм имел вытянутую по продольной оси прямоугольную форму с фронтальной башней-колокольней. В 1904 году с постройкой трансепта храм получил крестообразную форму. С западной стороны храма находится квадратная в плане, укрепленная угловыми контрфорсами апсида, над которой раньше возвышалась высокая и массивная башня-колокольня (разрушена в первую мировую войну). В соответствии с аскетическим принципами кальвинистов архитектура храма решена в простых формах.